# كين تشاه (كوركا)
کین تشاه (بالفارسية: کین چاه) هي قرية تقع في إيران في قسم كورکا الريفي. يقدر عدد سكانها بـ 296 نسمة بحسب إحصاء 2016.